# Youssef Soliman
Youssef Soliman (* 10. Januar 1997 in Kairo) ist ein ägyptischer Squashspieler.

## Karriere
Youssef Soliman begann seine professionelle Karriere im Jahr 2015 und gewann bislang elf Turniere auf der PSA World Tour. Seine höchste Platzierung in der Weltrangliste erreichte er mit Rang neun am 2. Juni 2025. Bereits in seiner Zeit bei den Junioren feierte er größere Erfolge. Im Jahr 2015 stand er im Finale der Junioren-Weltmeisterschaft, das er gegen Diego Elías mit 6:11, 9:11 und 8:11 verlor. Mit der ägyptischen Nationalmannschaft wurde Soliman 2023 erstmals Weltmeister.

## Erfolge
- Weltmeister mit der Mannschaft: 2023
- Gewonnene PSA-Titel: 11